# Dirar Abu Sisi
Dirar Abu Sisi ou Dia Abou Aassa (ou Aassi ou Sessi ou Seessi) est un ingénieur palestinien, né 1969 en Jordanie. Il a obtenu son doctorat en 1999 en Ukraine et travaillé comme directeur technique de la centrale électrique de la bande de Gaza.
Abu Sisi a disparu le 19 février 2011 à Poltava, Ukraine d'où sa femme est originaire, et où il a fui, se sentant menacé à Gaza[réf. nécessaire]. Le 20 mars, Israël confirme l’enlèvement de l'ingénieur.
Le 4 avril, Dirar Abu Sisi a été inculpé en Israël pour son soutien présumé au Hamas. 
Le 30 mars 2015, Abu Sisi a été jugé par la cour de Beersheba, après une procédure de plaider coupable. Selon la négociation, l'accusation a requis 21 ans d'emprisonnement. Les charges de meurtre ont été abandonnées, mais les autres charges comme planification de meurtre, production d'armes, et activité terroriste ont été retenues. En juillet 2015, Abu Ssis a été condamné à 21 ans de prison.